# Litoměřická vinařská podoblast

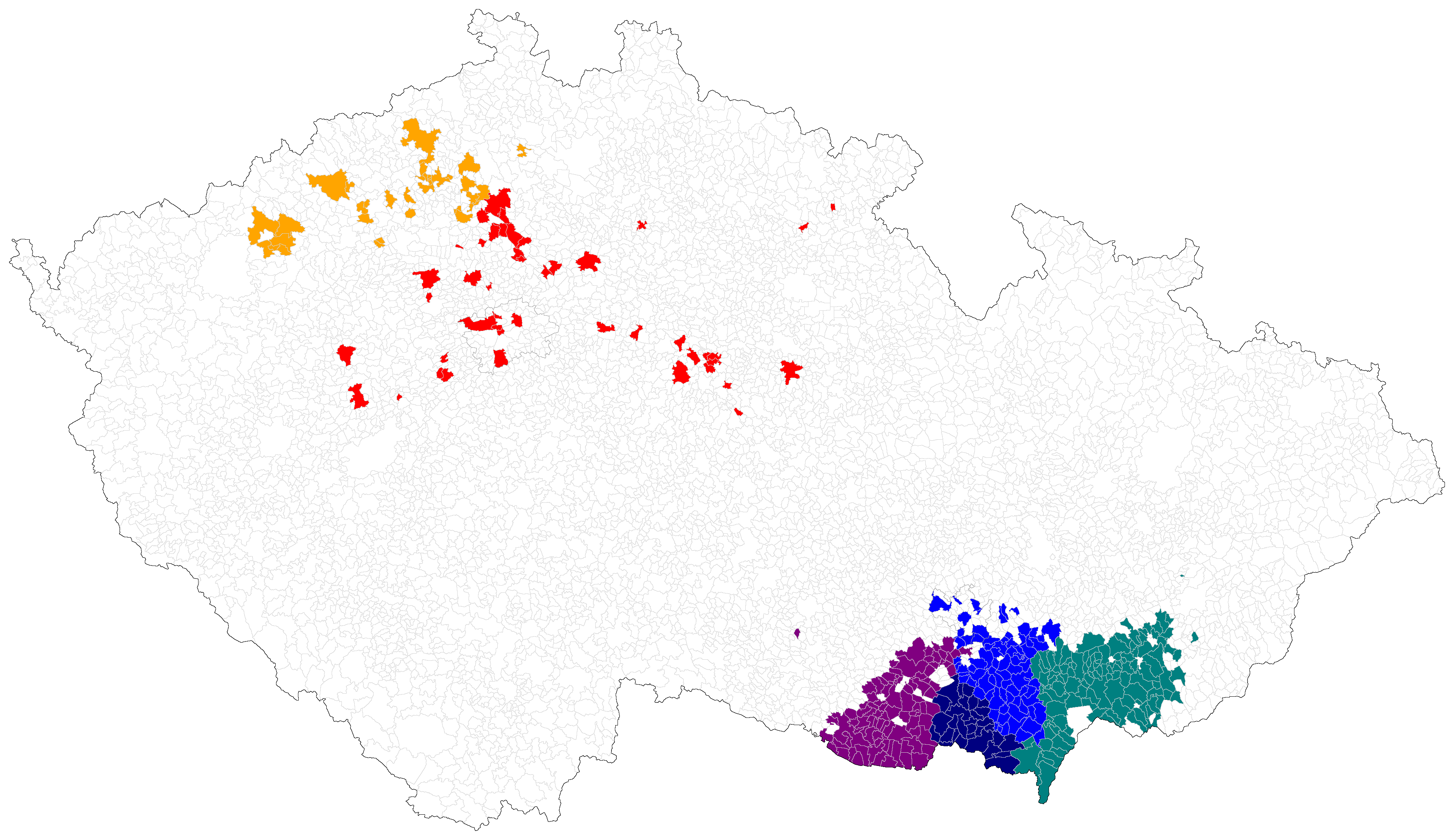
Litoměřická podoblast (oranžově) na mapě Česka

Litoměřická vinařská podoblast je jedna ze dvou podoblastí vinařské oblasti Čechy. Zahrnuje vinařské obce Ústeckého kraje (s výjimkou dvou, které spadají do mělnické podoblasti) a obec Zahrádky v kraji Libereckém. Nachází se v ní nejzápadnější a nejsevernější vinice v Česku (a v celé střední Evropě).
V roce 2024 zahrnovala 35 vinařských obcí, 53 pěstitelů a 82 viničních tratí, vlastní plocha vinic činila 339 ha. Oproti sousední mělnické podoblasti je ta litoměřická kompaktnější, zahrnuje podstatně méně pěstitelů, ale co do rozsahu a počtu tratí je srovnatelná.
Podoblast vznikla v květnu 2004 v souvislosti s novým uspořádáním vinařských oblastí, které přinesl vinařský zákon č. 321/2004 Sb. a jeho prováděcí vyhláška č. 324/2004 Sb. V současné době je oblast definována vyhláškou č. 254/2010 Sb., ve znění pozdějších předpisů.
Kromě samotného města Litoměřice patří mezi vinařská střediska např. Velké Žernoseky nebo Kadaň (viz Vinařství v Kadani).

## Seznam vinařských obcí a viničních tratí
Seznam vinařských obcí a viničních tratí podle vyhlášky č. 80/2018 Sb.:
| Vinařská obec      | Okres          | Viniční tratě |
| ------------------ | -------------- | --- |
| Bělušice           | Most           | Vinice Lenka, Vinice Klára, Vinice velká Anna, Vinice Lucie, Vinice Vendula, Vinice Muškát, Vinice malá Anna             |
| Blšany u Loun      | Louny          | Pod Chlumem |
| Brzánky            | Litoměřice     | Sovice, Labské stráně |
| Březno             | Chomutov       | Zámecká |
| Hoštka             | Litoměřice     | Labské vinice, Bauška, Kochov                                                                                            |
| Chbany             | Chomutov       | Vamperk |
| Chlumčany          | Louny          | Pod Chlumem |
| Kadaň              | Chomutov       | Zlatý vrch, Nad meandrem, Svatováclavská trať, Na vinici, Běšická trať, Pod Purperkem                                    |
| Klapý              | Litoměřice     | Pod Hazmburkem |
| Kozly              | Louny          | Vinice Lenka |
| Kyškovice          | Litoměřice     | Lis |
| Libědice           | Chomutov       | Svatovítská |
| Liběšice           | Litoměřice     | Dolnochobolická, Pod Sedlem, Hornochobolická                                                                             |
| Libochovany        | Litoměřice     | Pod Hrádkem, U třech křížů                                                                                               |
| Litoměřice         | Litoměřice     | Pod Radobýlem, Labská stráň, Pod šancemi                                                                                 |
| Lovosice           | Litoměřice     | Pod Lovošem |
| Malé Žernoseky     | Litoměřice     | Na Dobraji |
| Malíč              | Litoměřice     | Malíč |
| Michalovice        | Litoměřice     | U vodárny, U cihelny, Na vinici                                                                                          |
| Most               | Most           | Vinice Barbora, Vinice Mariana, Vinice Libuše, Vinice sv. Jiří, Vinice Matčina, Široký vrch, Hněvín, Vinice sv. Vavřince |
| Obrnice            | Most           | Osecká vinice |
| Pětipsy            | Chomutov       | Vamperk |
| Polepy             | Litoměřice     | Holý vrch, Pod skalkou, Prachová                                                                                         |
| Raná               | Louny          | Oblík |
| Roudnice nad Labem | Litoměřice     | Zámecká |
| Trnovany           | Litoměřice     | Trnovanská, Pod silnicí, Za viaduktem, Na 13-ti                                                                          |
| Třebenice          | Litoměřice     | Pod Lipskou horou, Pod Košťálovem                                                                                        |
| Třebívlice         | Litoměřice     | Pod Šepetelským vrchem, Vinice, Koskov                                                                                   |
| Ústí nad Labem     | Ústí nad Labem | Kozí vrch |
| Velké Žernoseky    | Litoměřice     | Velká Vendule, Malá Vendule, Mariánská, Kostelní, Pod Třešňovkou, U Lomu, Na Jámě                                        |
| Vilémov            | Chomutov       | Vinařická trať |
| Vrbice             | Litoměřice     | Sovice, Labské vinice |
| Zahrádky           | Česká Lípa     | Mariánov |
| Žalhostice         | Litoměřice     | Pod Radobýlem, Nad školou                                                                                                |
| Židovice           | Litoměřice     | Na Bulfu, Na terasách, Na viničkách                                                                                      |